# Steve Claridge
Stephen Edward ("Steve") Claridge (Portsmouth, 10 april 1966) is een Engels voetbaltrainer en voormalig voetballer die speelde als aanvaller.

## Clubcarrière
Claridge was een aanvaller en heeft voor twintig verschillende clubs gespeeld. In 1997 won hij de League Cup met Leicester City. Hij scoorde het enige doelpunt van de replay tegen Middlesbrough op 16 april 1997. Het was de eerste prijs in 33 jaar voor Leicester.
Met Leicester speelde hij twee seizoenen in de Premier League, van 1996 tot 1998. Claridge speelde voorts voor clubs als Crystal Palace, Millwall, Cambridge United en Birmingham City, waarmee hij destijds vooral actief was in de lagere nationale reeksen van de EFL. Claridge was in het seizoen 1994/1995 de eerste speler sinds Trevor Francis die meer dan 20 doelpunten scoorde voor Birmingham City in één seizoen. Hij stopte als profvoetballer in 2007, op 41-jarige leeftijd. Nog tijdens zijn actieve loopbaan werd Claridge actief als trainer en daarna ging hij ook aan de slag als voetbalanalist voor BBC.

## Erelijst
Leicester City FC
- League Cup

1997